# دان سوليفان (لاعب كرة قاعدة)
دان سوليفان (بالإنجليزية: Dan Sullivan)‏ هو لاعب كرة قاعدة أمريكي، ولد في 9 مايو 1857 في بروفيدنس في الولايات المتحدة، وتوفي بنفس المكان في 26 أكتوبر 1893.

## وصلات خارجية
- دان سوليفان على موقعبيزبول رفرنس.كوم (الدوري الرئيسي) (الإنجليزية)
- دان سوليفان على موقعبيزبول رفرنس.كوم (الدوري الثانوي) (الإنجليزية)